# Международен младежки център „Стара Загора“
Международния младежки център е социална институция в град Стара Загора.

## История
През 2014 г. Община Стара Загора подписа договор за предоставяне на безвъзмездна финансова помощ за изпълнение на проект: BG – 06 101 „Международен младежки център за работа с деца и младежи в риск“ в град Стара Загора. Проектът се изпълнява чрез Финансовия механизъм на Европейското икономическо пространство, с финансовата подкрепа на Република Исландия, Княжество Лихтеншайн и Кралство Норвегия. Проектът включва дейности за интегриране на младежи в риск и ремонтни дейности.
За целта Община Стара Загора осигурява сграда – общинска собственост (сградата на бившето кино „Жельо Диманов“), намираща се в центъра на града. Специфични цели на проекта са: ремонт на съществуваща сграда, обзавеждане и оборудване на център за работа с младежи в риск; създаване на клубове за работа с младежите в различни направления; покриване на критериите за младежки политики, младежки програми, изискванията към инфраструктурата и администрирането на центъра; подготовка и кандидатстване за получаване на Знак за качество на Съвета на Европа; осигуряване на устойчивост на дейностите по проекта; включване на ценностите на Съвета на Европа като основен приоритет и акцент в цялостната дейност на центъра.
В рамките на три години Международният младежки център се доказва като притегателно място за младите хора от Стара Загора, предлагащо широк набор от дейности в подкрепа за личностното развитие на младежите – .
През 2017 г. на официална церемония в Стара Загора Международният младежки център получава Знака за качество на Съвета на Европа. Той е валиден в рамките на 3 години, считано от 1 януари 2017 г. Знакът за качество се връчва на младежки центрове, покрили широк набор от критерии в над 15 категории. Към 2017 година, ММЦ Стара Загора е един от осемте центъра в цяла Европа, удостоени с престижното отличие. През 2019 година, след проверка на експертна комисия, Знакът за качество на Международния младежки център е подновен.
През 2020 г. Община Стара Загора печели проект за разширяване дейността на Международния младежки център. Одобрената безвъзмездна финансова помощ за проекта „Международен младежки център – мисли локално, действай глобално!“, по програма “Местно развитие, намаляване на бедността и подобрено включване на уязвими групи", е в размер на 1 870 986 лева за период от 36 месеца. Проектът предвижда реконструкция и обзавеждане на една мултифункционална зала и активна международна дейност с цел обмяна на опит и повишаване качеството на предлаганите дейности.